# Лукьянович, Трифон Андреевич
Трифон Андреевич Лукьянович (бел. Трыфан Андрэевіч Лук'яновіч; 1919, Логойский район, Минская область — 29 апреля 1945, Берлин, Третий Рейх) — белорус, солдат РККА, участник Великой Отечественной войны, в том числе Сталинградской битвы, боёв на Сандомирском плацдарме, штурма Берлина, спасший немецкую девочку во время боёв в Берлине.

## Биография
Т. А. Лукьянович родился в Логойском районе. С 1939 года и до начала войны работал на Минском радиозаводе. С началом войны ушёл на фронт. Его жена, две маленькие дочки и тёща погибли в 1941 году во время бомбёжек Минска. За связь с партизанами фашистские каратели убили его отца, мать и младшую сестру, которые жили в деревне недалеко от Минска. Поэтому вернувшись домой в 1944 году после излечения от ранения, Трифон Андреевич вновь ушёл на фронт, где и погиб.

## Подвиг спасения немецкой девочки
Во время боёв в берлинском районе Трептов передовая проходила прямо по улицам. Обеим сторонам была видна мёртвая женщина, лежащая на линии огня на улице Эльзенштрассе, а рядом с ней — маленькая девочка 2-3 лет. Лукьянович подполз к ней и дотащил до бруствера, но, передавая её в безопасное место, был ранен с поражением аорты, отчего и умер 5 дней спустя.
Борис Полевой свидетельствовал, что видел подвиг Лукьяновича собственными глазами, о чём и написал в «Правде». Спасённая девочка выжила, и она помнила белорусского солдата, который вынес её из-под огня.
Несмотря на рассказ Полевого, долгое время подвиг Лукьяновича считался мистификацией либо писательской выдумкой, пока не были найдены сослуживцы Лукьяновича, которые были непосредственными очевидцами его подвига, командир и начальник штаба дивизии, где служил сержант, генералы С. Антонов и М. Сафонов. Их свидетельства, письма хранятся нынче в белорусском Музее истории Великой Отечественной войны.
8 мая 2022 года на телеканале «Культура» прошел премьерный показ документального фильма Виталия Максимова «Меч Мономаха» о подвиге Т.Лукьяновича.

## Память

### ВБеларуси
Памятные доски о подвиге установлены на здании Минского приборостроительного завода (Минск, проспект Независимости, 58), где Т. А. Лукьянович работал до войны, и в микрорайоне Зелёный Луг на доме в котором он жил с семьёй до войны, в начале улицы названной в его честь.
Также на территории Минского приборостроительного завода устроен небольшой музей, посвящённый Лукьяновичу.
Минской средней школе № 178 присвоено имя Т. А. Лукьяновича. Одна из экспозиций в школьном музее посвящена Т. А. Лукьяновичу. На здании школы установлена мемориальная доска.

### ВГермании
В Берлине 23 февраля 1976 года в честь 58-летия Советской Армии в торжественной обстановке бургомистром городского округа у моста Эльзенбрюке была открыта мемориальная плита, посвященная Т.А. Лукьяновичу. На плите было написано: «Трифон Андреевич Лукьянович, старший сержант Советской армии, спас на этом месте 29 апреля 1945 года немецкого ребёнка от пуль СС. Пять дней спустя после этого героического поступка он умер от тяжелых ранений». В 1999 году мемориал был демонтирован по решению муниципального суда столичного района Трептов — немецкий журналист Хорст Рюкерт предъявил иск о незаконности установки мемориальной плиты в связи с отсутствием доказательной базы и «недоказанностью» подвига.
Существует мнение, что монумент «Воин-освободитель» в Трептов-парке посвящён подвигу именно Трифона Лукьяновича, а не Николая Масалова.